# 南開ジャンクション

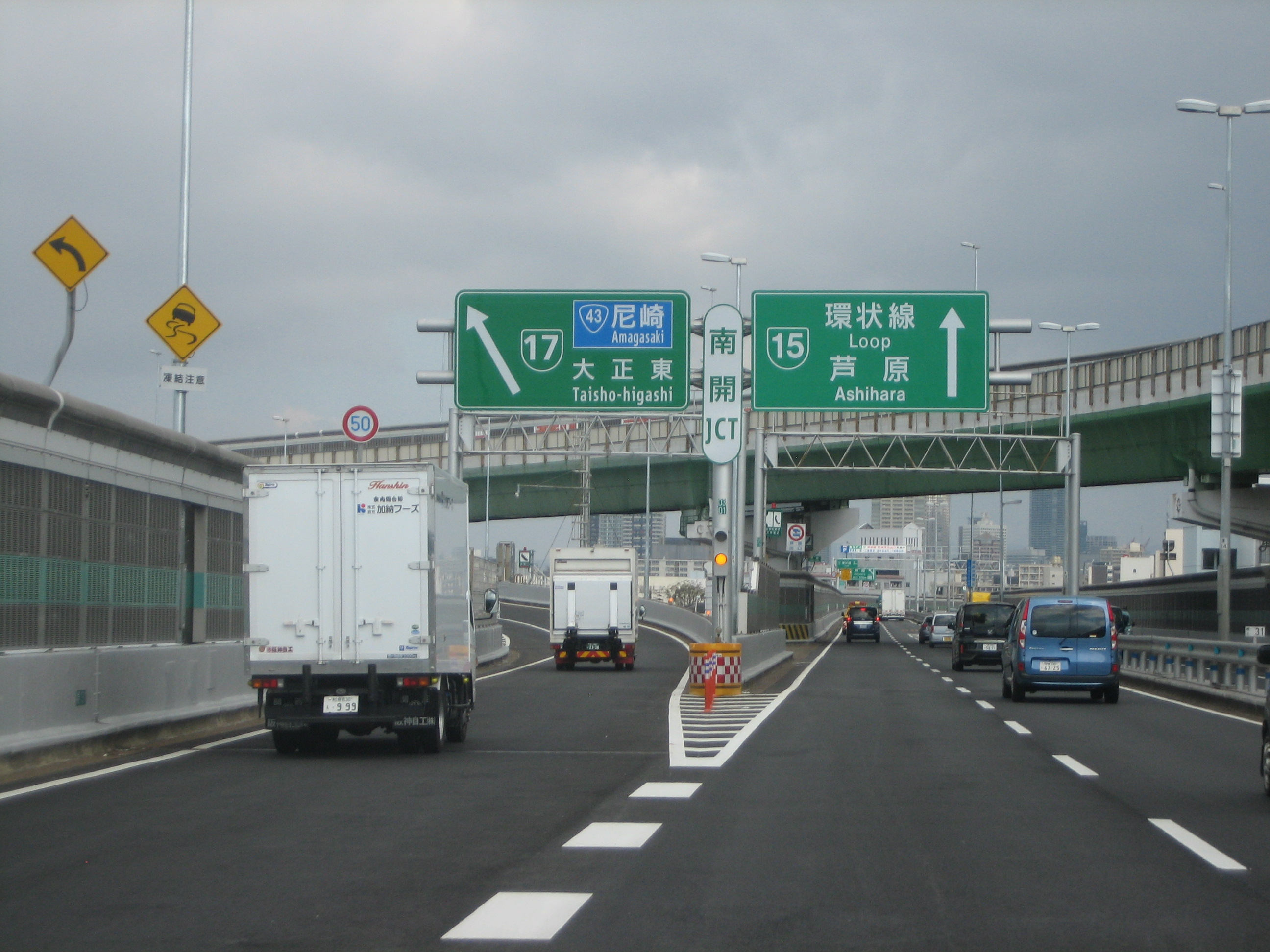
南開ジャンクション

南開ジャンクション（みなみひらきジャンクション）とは、大阪府大阪市西成区北津守にある阪神高速道路15号堺線と17号西大阪線のジャンクションである。供用以来名前を与えられていなかったが、2018年5月21日に「南開ジャンクション」という仮称とともに名称が募集され、同年6月28日に仮称の通りに命名された。ただし、阪神高速道路公団時代に「津守インターチェンジ」と呼ばれていたことがある。
西大阪線のみの利用は特定料金のため、西大阪線→堺線のランプには南開TBが設置されている。

## 道路
- 阪神高速15号堺線
- 阪神高速17号西大阪線

## 隣
阪神高速15号堺線
(15-02) 汐見橋入口 - (15-03) 芦原出口 - 南開JCT - 南開TB - (15-04) 津守出入口 - (15-05) 玉出出入口
 阪神高速17号西大阪線
南開JCT - (17-01) 北津守出入口 - (17-02) 大正東出入口